# شاين مالوني
شاين مالوني (بالإنجليزية: Shane Maloney)‏ هو كاتب أسترالي، ولد في 1953 في ملبورن في أستراليا.

## وصلات خارجية
- شاين مالوني على موقع IMDb (الإنجليزية)
- شاين مالوني على موقع قاعدة بيانات الفيلم (الإنجليزية)